# Ponte Hannam
A Ponte Hannam (em coreano:  한남대교) é uma ponte que cruza o rio Han, em Seul, Coreia do Sul. A ponte liga os distritos de Gangnam e Yongsan. A ponte possui um grande tráfego de veículos, sendo que ambos gu são movimentados distritos de negócios. Era chamada de Ponte Hangang No. 3 (Jesamhanganggyo; Hangul: 제3한강교) até 1985, quando seu nome foi alterado para a denominação atual. 
É parte da AH1, que compõe a Rede de Rodovias Asiáticas.